# كلير غرانت
كلير كاميل جونسون (بالإنجليزية: Clare Grant)‏ (مواليد 23 أغسطس 1979) ممثلة، مغنية، عارضة أزياء ومنتجة أمريكية، ظهرت في فيلم السير على الخط، ومؤدية صوتية في البرنامج التلفزيوني الدجاجة الآلية، تزوجت الممثل سيث غرين في عام 2010.

## نشأتها
نشأ كلير غرانت في ممفيس بولاية تينيسي. هي من أصول إيرلندية وإنجليزية واسكندنافية وأمريكية أصلية. لدعم نفسها من خلال الكلية ، عملت غرانت كعارضة من خلال ايليت موديل مانجمنت في عدة حملات لشركات مثل لوريال.

## مسيرتها التمثيلية

### أفلام
| عام  | الفيلم            | الدور          | ملاحظات    |
| ---- | ----------------- | -------------- | ---------- |
| 2004 | قرارات رجل راضٍ    | Museum Curator | Supporting |
| 2005 | السير على الخط    | Audrey Parks   | Supporting |
| 2006 | Send in the Clown | Blair Watson   | Supporting |
| 2006 | Happenstance      | Cara           | Lead       |
| 2006 | Black Snake Moan ‏ | Kell           | Supporting |
| 2007 | House Of Fur      | Holly          | Lead       |
| 2009 | The Graves ‏       | Megan Graves   | Lead       |
| 2010 | Daylight Fades    | Shauna         | Supporting |

## روابط خارجية
- الموقع الرسمي
- كلير غرانت على موقع IMDb (الإنجليزية)
- كلير غرانت على موقع ألو سيني (الفرنسية)
- كلير غرانت على موقع ميوزك برينز (الإنجليزية)
- كلير غرانت على موقع أول موفي (الإنجليزية)
- كلير غرانت على موقع قاعدة بيانات الأفلام السويدية (السويدية)
- كلير غرانت على موقع قاعدة بيانات الفيلم (الإنجليزية)
- كلير غرانت على موقع كينوبويسك (الروسية)